# Odwrócenie stopy
Odwrócenie stopy – zjawisko metryczne polegające na zamianie miejscami sylaby akcentowanej i nieakcentowanej w stopie metrycznej. Występuje zwłaszcza w nagłosie wierszy jambicznych, które za sprawą omawianej modyfikacji stają się chorijambiczne (trocheiczno-jambiczne): sSsSsSsSs > SssSsSsSs.
I siecze deszcz, i świszczę wiatr,
Głośniej się potok gniewa,
Na szczytach Tatr, w dolinach Tatr
Mrok szary i ulewa.
(Adam Asnyk, Ulewa)
W zacytowanej zwrotce odwrócenie stopy zachodzi w drugim wersie (Ss+sS+sS+s):
sSsSsSsS
SssSsSs
sSsSsSsS
SSsssSs